# Вулиця Братів Климових
Ву́лиця Браті́в Кли́мових — вулиця у Залізничному районі Львова на Левандівці. Сполучає дві частини вулиці Естонської, до якої вона проходить частково паралельно. Вулиця асфальтована, на ділянці біля будинку № 42 має викладений бруківкою хідник. Між будинками № 37 та № 40 вулиця переривається. Прилучається вулиця Бруснівська.
Вулиця Братів Климових виникла як бічна колишньої вулиці Білогорської, яка проходила попри залізничні колії від Левандівської до Гніздовського та 1934 року була названа на честь Білогорщі — Білогорська бічна. У 1981 році, коли більша частина Білогорської вже не існувала, одну з збережених частин назвали вулицею Естонською, на честь Естонської РСР, а бічну вуличку, відповідно, Естонським провулком. У 1993 році Естонський провулок було перейменовано на вулицю Братів Климових, на честь братів Івана та Гриця Климових, діячів українського визвольного руху середини XX століття.
Забудова: одно- і двоповерховий конструктивізм 1930-х років. 
№ 22 — двоповерховий гуртожиток барачного типу збудований 1948 року для працівників локомотивного депо «Львів» Львівської залізниці (нині — відокремлений підрозділ «Локомотивне депо «Львів-Захід» регіональної філії «Львівська залізниця» ПАТ «Укрзалізниця»). На початку 1960-х років надбудований третій поверх. 2012 року Львівська залізниця передала колишній гуртожиток у власність територіальної громади міста Львова. Нині будинок обслуговується ЛКП «Сяйво». 2021 року в будинку ПП «Лес» проведена реконструкція та розділення загальнобудинкового обліку електроенергії. 